# 內閣
內閣是政府高級官員代表政府各部門商議政策的行政机构。

## 內閣的起源
內閣的中文詞源來自明朝，而阁这一名称可以上溯至唐朝。按唐制，群臣平日于宣政殿（又叫衙）觐见皇帝，叫做常参。每月朔日、望日则在紫宸殿（又叫阁）觐见皇帝，因紫宸殿在宣政殿后，所以叫做入阁。
但作為現代國家機構的用法則源自英國。英文的Cabinet一詞在政治上指的是政府高級官員代表政府各部門商議政策的行政機構。所以明清的內閣並非完全等同於西方之「Cabinet」。  

### 中國
明朝開國皇帝太祖朱元璋執政期間，因中書省丞相胡惟庸相權过大而架空君权，在誅殺胡惟庸後廢除中書省和丞相，並禁止後代再設。之後明成祖參照唐宋，設內閣置正五品大學士作為秘書兼顧問組織代之，本意為將其權力降低，事實上由於皇帝的信任，部分居首位的大學士（內閣首輔）權力可以與宰相相比，首輔制於明憲宗成化年間（1464年—1487年）臻至成熟；歷代著名的大學士包括三楊、楊廷和、夏言、嚴嵩、徐階、張居正等。
清朝時內閣權力始消減，部分內閣權力轉移至六部均分，而自雍正帝後，軍機處取代了內閣在政治決策上的地位，並完全架空議政王大臣會議。晚清立宪运动后，于1911年建立中国第一个现代意义的内阁——慶親王內閣。中華民國成立後，國務院成為最高行政機關。中華民國於1947年行憲後，改以行政院為最高行政機關。

### 英國
在英國歷史上，內閣是秘密議會的繼承者。一般认为，現在內閣的理念源自英國國王喬治一世和喬治二世；喬治一世來自德国的漢諾瓦，故英文不甚流利，於是敕令以辉格党黨魁华波尔爵士統領内阁，為國王主持軍政會議，也成為了內閣首相制度的開端。
現在大部份君主立憲制國家都採用了這種制度，就算是非英語使用者，對英國政治陌生的政權，也因而非常依賴這種顧問團體。

## 內閣的種類
實行議會制（或稱內閣制）的国家（如德國、亦包括君主立憲制的國家，如英國、日本等國），國家的最高行政權力由内阁掌握，来自议会多数党或几个党派的阁员（大臣、部长、無任所閣員等）组成内阁，內閣以總理或首相為首，向國會负责，实行集体負責制，阁员们必须公开支持内阁所作出的所有决定。如果阁员不同意首相的决策，可以自动辞职或被首相解除职务。
實行總統制的国家（如美國），國家的最高行政權力掌握在總統，内阁閣员由总统任命的各行政部門部长组成，一般被視為总统领导下的高级官员会议，而總統亦可有內閣以外的其他幕僚機構向其提供意見。閣員一般只負責其所領導的範疇，不實行集体負責制。如果閣員不同意总统的决策，可以自动辞职或由总统解除职务。
雙首長制（或稱半總統制），含有總統制和議會制的元素，一般有類似議會制的由部長所组成內閣，內閣以總理為首，向國會负责。雙首長制國家總統的行政權力在各國略有不同，一般在國防、外交事務上有較大的決策權，尤其在總統所屬政黨派並非議會的大多數黨派的情況，而內閣則在內政方面有較大的決策權。相反，如屬同一黨派，總統可能享有更全面的行政權力。此制度以法國為代表。

## 现存各国内阁列表

### 西敏制/議會制
- 英国内阁
- 澳大利亚内阁
- 加拿大內閣
- 德國內閣
- 日本內閣
- 荷蘭內閣
- 馬來西亞內閣
- 新加坡內閣
- 巴基斯坦內閣

### 半總統制
- 中華民國行政院
- 法國政府、法國行政機關（法语：Ministère français）

### 總統制
- 美国内阁
- 韓國國務會議
- 阿富汗內閣

### 政教合一下的總統制
- 伊朗內閣

### 通称为“内阁”的其他机构
- 中华人民共和国国务院（国务院组成人员）：该机构大致相当于其他国家的“内阁”，但中华人民共和国并不使用内阁一词。
  - 中华人民共和国香港特別行政區行政會議
  - 中华人民共和国澳門特別行政區行政會
- 中華民國自1990年代民主化運動後，直轄市政府、縣政府、市政府等地方行政機關的領導團隊，經常被媒體稱為「小內閣」。